# David Sydney Carlyon Evans
David Sydney Carlyon Evans, britanski general, * 1893, † 1955.
Leta 1913 se je pridružil Kraljevi garnizijski artileriji (Royal Garrison Artillery); kot artilerist je v letih 1914-18 služil na bojiščih v Franciji in Belgiji.Po vojni je postal inštruktor na Artilerijskem kolidžu (1922-26), pomočnik inšpektorja v Oddelku inšpekcije (1928-30), član Raziskovalnega laboratorija Admiralitete (1930-34) in pomočnik superintendanta Načrtovalnega oddelka (1935-39). Med drugo svetovno vojno je bil sprva tajnik Oddelka za strelivo (1939), nato pa je bil pomočnik direktorja artilerije (1939-42), podpredsednik in višji vojaški član Odbora za strelivo (1942-47). Upokojil se je leta 1947.